# Caissa
Caissa er skakkens gudinde i det gamle Grækenland ifølge en myte opstået i et digt skrevet af William Jones i 1763. Egentlig var hun en dryade, som afslog den græske krigsgud Ares' tilnærmelser. For at vinde Caissas gunst fik Ares tilvirket et skakspil, som han forærede hende og dermed vandt hendes hjerte.
Caissa bliver hyppigt nævnt i skaklitteratur, f.eks. Skakbladet, og Garri Kasparov nævner hende bl.a. i bogen Alt på et bræt. Hvis man ønsker nogen held, især i en vanskellig stilling, kan man sige: "Må Caissa være med dig".
Caissa var også navnet på det russiske skakprogram, der vandt Verdensmesterskabet for Computerskak i 1974.